# Сеоска кућа панонског типа с окућницом у Бачкој Тополи
Сеоска кућа панонског типа с окућницом у Бачкој Тополи, у улици Моше Пијаде бр. 19, подигнута је 1843. године, према урезаној години на таванској греди ћупријачи. Кућа је под заштитом државе као непокретно културно добро као споменик културе од великог значаја.

## Опис
Кућа породице Морваи је грађена од набоја као двосливна тршчара, наглашено испуштене стрехе, која је 1926. године претворена у ниско ограђени трем са дрвеним стубовима украшеним резаном дрвеном профилацијом постављеном са обе стране стубова испод архитравне греде. У исто време повећани су првобитни мали прозори са шалукатрама на чеоној страни, првобитни дашчани забат промењен зиданим, а измене су извршене и на улазима и капијама са улице. Развијени просторни план куће, за коју се каже да је била газдинска, састоји се од стамбеног дела, коморе, подрума и штале.
Стамбени део је подељен на „чисту” собу – за примање гостију и свечане прилике, кухињу – као комуникативно средиште са функционално издвојеним подоџаком са банцима за спремање хране и ложење пећи у собама, и стражњу собу – за свакодневни боравак. Кућа је претворена у завичајни музеј опремљен традиционалним мађарским покућством. У дворишту су сачуване пратеће зграде: летња кухиња, летња шупа за рогату марву, колница, чардак за кукуруз, свињац, фуруна и кокошињац и изложене пољопривредне алатке. У овој намени је од 1986. године, након изведених конзерваторских радова.